# Dentalplatte

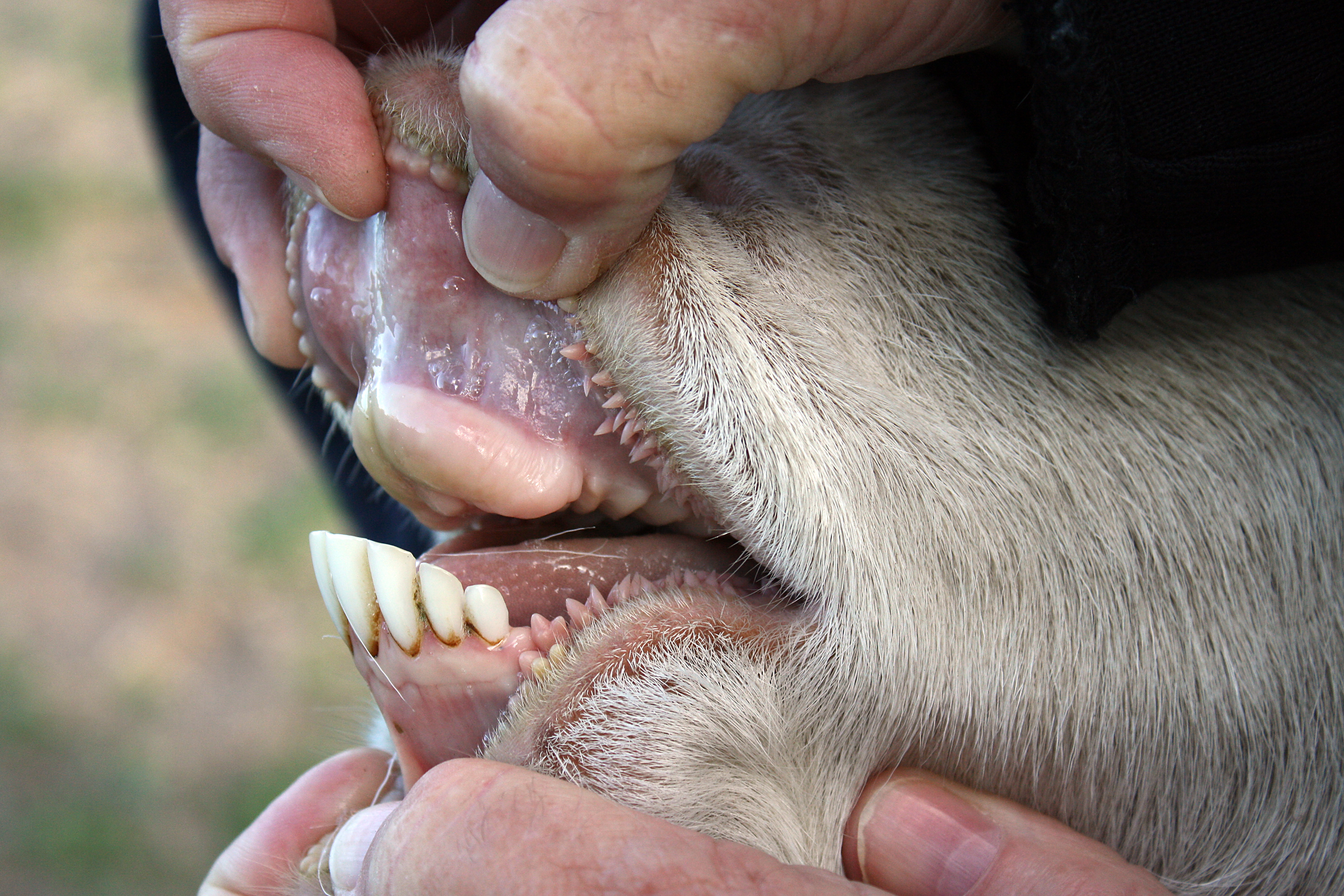
Dentalplatte

Die Dentalplatte (lat. Pulvinus dentalis) ist ein zahnfreier, stark verhornter Bereich der Maulschleimhaut von Wiederkäuern und Kamelen (Camelidae). Sie ist im Oberkiefer anstelle der bei anderen Säugetieren vorhandenen Schneide- und Eckzähne angelegt.